# カラヴァッジオ (競走馬)
カラヴァッジオ（Caravaggio、2014年2月23日 - ）は、アメリカ合衆国生産、アイルランド調教の競走馬・種牡馬。主な勝ち鞍は2016年のフェニックスステークス、2017年のコモンウェルスカップ。

## 戦績
2014年2月23日にアメリカ合衆国で誕生。クールモア・グループの所有馬となり、アイルランドのエイダン・オブライエン厩舎から2歳4月にデビューすると、無傷の3連勝で挑んだフェニックスステークスを4馬身差の圧勝で制し、デビュー4連勝でのG1初勝利を飾った。オブライエン師は「最終追い切りでは時速45マイル（約72.4km/h）を計測しました。今までのバリードイルで一番速い馬です。今後も7ハロンを超えるレースを使うつもりはありません」とスプリンターとしての性能の高さを讃えた。その後は2歳シーズンの締めくくりとしてミドルパークステークスへの出走が予定されていたが、軽微な故障により出走を回避し、翌年に備えることになった。
休養を経て、3歳初戦のラッカンステークスを4馬身3/4差で楽勝すると、続くコモンウェルスカップでもゴドルフィンの素質馬ハリーエンジェルを下してG1・2勝目を挙げ、前年のコヴェントリーステークスに続いて2年連続でロイヤルアスコット開催で勝利を挙げるとともに、デビューからの連勝を6に伸ばした。レース後、オブライエン師は同年秋にオーストラリアで新設される世界最高賞金のスプリント戦ジ・エベレストへの参戦を示唆した。しかし、次走のジュライカップでは4着に沈んで初の敗戦を喫すると、モーリス・ド・ゲスト賞も6着と勢いは影を潜め、豪州遠征は中止された。秋は前哨戦のフライングファイブステークスを勝利した後、英チャンピオンズスプリントステークスに出走したが3着に終わり、同レースを最後に現役を引退した。

### 競走成績
以下の内容は、Racing Postの情報に基づく。
| 出走日     | 競馬場           | 競走名                               | 格 | 距離   | 着順 | 騎手           | 着差     | 1着（2着）馬           |
| ---------- | ---------------- | ------------------------------------ | -- | ------ | ---- | -------------- | -------- | ---------------------- |
| 2016.04.18 | ダンドーク       | 未勝利                               |    | AW5f   | 1着  | J.ヘファーナン | 1馬身3/4 | （Lundy）              |
| 0000.05.21 | カラ             | マーブルヒルステークス               | L  | 芝5f   | 1着  | R.ムーア       | 2馬身1/4 | （Mister Trader）      |
| 0000.06.14 | アスコット       | コヴェントリーステークス             | G2 | 芝6f   | 1着  | R.ムーア       | 2馬身1/4 | （Mehmas）             |
| 0000.08.07 | カラ             | フェニックスステークス               | G1 | 芝6f   | 1着  | J.ヘファーナン | 4馬身    | （Courage Under Fire） |
| 2017.05.21 | ナース           | ラッカンステークス                   | G3 | 芝6f   | 1着  | R.ムーア       | 4馬身3/4 | Psychedelic Funk       |
| 0000.06.23 | アスコット       | コモンウェルスカップ                 | G1 | 芝6f   | 1着  | R.ムーア       | 3/4馬身  | （Harry Angel）        |
| 0000.07.15 | ニューマーケット | ジュライカップ                       | G1 | 芝6f   | 4着  | R.ムーア       | 1馬身3/4 | Harry Angel            |
| 0000.08.06 | ドーヴィル       | モーリス・ド・ゲスト賞               | G1 | 芝6.5f | 6着  | R.ムーア       | 4馬身1/2 | Brando                 |
| 0000.09.10 | カラ             | フライングファイブステークス         | G2 | 芝5f   | 1着  | R.ムーア       | 1馬身    | （Alphabet）           |
| 0000.10.21 | アスコット       | 英チャンピオンズスプリントステークス | G1 | 芝6f   | 3着  | R.ムーア       | 2馬身    | Librisa Breeze         |

## 種牡馬時代
2018年からアイルランドのクールモアスタッドで種牡馬入りした。初年度の種付け料は3万5000ユーロに設定された。2015年に急逝した名種牡馬スキャットダディの後継として期待を集め、初年度から217頭の牝馬と交配した。初年度産駒は2021年にデビューを迎える。
シャトル種牡馬としてクールモア・オーストラリアでも供用されている。同牧場のトム・マグナー(Tom Magnier)場長は、早熟性と卓越したスピード、オーストラリアで飽和傾向にあるデインヒルの血を含まない血統をセールスポイントとして挙げている。
2021年からアメリカ合衆国のアッシュフォードスタッドで繋養されることになった。
2022年10月14日に日本軽種馬協会から2023年より日本で種牡馬として導入することが発表された。

### 主な産駒

#### グレード制重賞優勝馬
太字はGI・JpnI競走を示す
- 2019年産
  - テナブリズム / Tenebrism（2021年チェヴァリーパークステークス、2022年ジャンプラ賞）
  - ホワイトビーム / Whitebeam（2023年、2024年ダイアナステークス）
  - マルジョーム / Maljoom（2022年メールミュルヘンスレネン）
  - アグリ（2023年阪急杯）[12]
- 2021年産
  - ポルタフォルトゥナ / Porta Fortuna（2023年チェヴァリーパークステークス、2024年コロネーションステークス、ファルマスステークス、メイトロンステークス）

## 血統表
| カラヴァッジオの血統      | カラヴァッジオの血統                                                 | カラヴァッジオの血統                                                 | （血統表の出典）                                                     | （血統表の出典） |
| 父系                      | ストームキャット系                                                   | ストームキャット系                                                   | ストームキャット系                                                   | [ § 2 ]          |
| 父 Scat Daddy 2004 黒鹿毛 | 父の父*ヨハネスブルグ Johannesburg 1999 鹿毛                         | *ヘネシー                                                            | Storm Cat                                                            | Storm Cat        |
| 父 Scat Daddy 2004 黒鹿毛 | 父の父*ヨハネスブルグ Johannesburg 1999 鹿毛                         | *ヘネシー                                                            | Island Kitty                                                         |                  |
| 父 Scat Daddy 2004 黒鹿毛 | 父の父*ヨハネスブルグ Johannesburg 1999 鹿毛                         | Myth                                                                 | *オジジアン                                                          | *オジジアン      |
| 父 Scat Daddy 2004 黒鹿毛 | 父の父*ヨハネスブルグ Johannesburg 1999 鹿毛                         | Myth                                                                 | Yarn                                                                 |                  |
| 父 Scat Daddy 2004 黒鹿毛 | 父の母Love Style 1999 栗毛                                           | Mr Prospector                                                        | Raise A Native                                                       | Raise A Native   |
| 父 Scat Daddy 2004 黒鹿毛 | 父の母Love Style 1999 栗毛                                           | Mr Prospector                                                        | Gold Digger                                                          |                  |
| 父 Scat Daddy 2004 黒鹿毛 | 父の母Love Style 1999 栗毛                                           | Likeable Style                                                       | Nijinsky                                                             | Nijinsky         |
| 父 Scat Daddy 2004 黒鹿毛 | 父の母Love Style 1999 栗毛                                           | Likeable Style                                                       | Personable Lady                                                      |                  |
| 母 Mekko Hokte 2000 芦毛  | 母の父Holy Bull 1991 芦毛                                            | Great Above                                                          | Minnesota Mac                                                        | Minnesota Mac    |
| 母 Mekko Hokte 2000 芦毛  | 母の父Holy Bull 1991 芦毛                                            | Great Above                                                          | Ta Wee                                                               |                  |
| 母 Mekko Hokte 2000 芦毛  | 母の父Holy Bull 1991 芦毛                                            | Sharon Brown                                                         | Al Hattab                                                            | Al Hattab        |
| 母 Mekko Hokte 2000 芦毛  | 母の父Holy Bull 1991 芦毛                                            | Sharon Brown                                                         | Agathea's Dawn                                                       |                  |
| 母 Mekko Hokte 2000 芦毛  | 母の母Aerosilver 1992 芦毛                                           | Relaunch                                                             | In Reality                                                           | In Reality       |
| 母 Mekko Hokte 2000 芦毛  | 母の母Aerosilver 1992 芦毛                                           | Relaunch                                                             | Foggy Note                                                           |                  |
| 母 Mekko Hokte 2000 芦毛  | 母の母Aerosilver 1992 芦毛                                           | Silver in Flight                                                     | Silver Series                                                        | Silver Series    |
| 母 Mekko Hokte 2000 芦毛  | 母の母Aerosilver 1992 芦毛                                           | Silver in Flight                                                     | Winter Wren                                                          |                  |
| 母系(F-No.)               | 9号族(FN:9-e)                                                        | 9号族(FN:9-e)                                                        | 9号族(FN:9-e)                                                        | [ § 3 ]          |
| 5代内の近親交配           | Mr.Prospector3×5＝15.63％、The Axe5×5＝6.25%、Intentionally5×5=6.25% | Mr.Prospector3×5＝15.63％、The Axe5×5＝6.25%、Intentionally5×5=6.25% | Mr.Prospector3×5＝15.63％、The Axe5×5＝6.25%、Intentionally5×5=6.25% | [ § 4 ]          |
| 出典                      | 1. 2. 3. 4.                                                          | 1. 2. 3. 4.                                                          | 1. 2. 3. 4.                                                          | 1. 2. 3. 4.      |

- フサイチペガサス産駒の半姉マイジェン(My Jen)は米G2ギャラントブルームハンデキャップの勝ち馬[8]。また産駒に2022年ファルコンステークス優勝馬のプルパレイがいる。